# رفاه جانوران

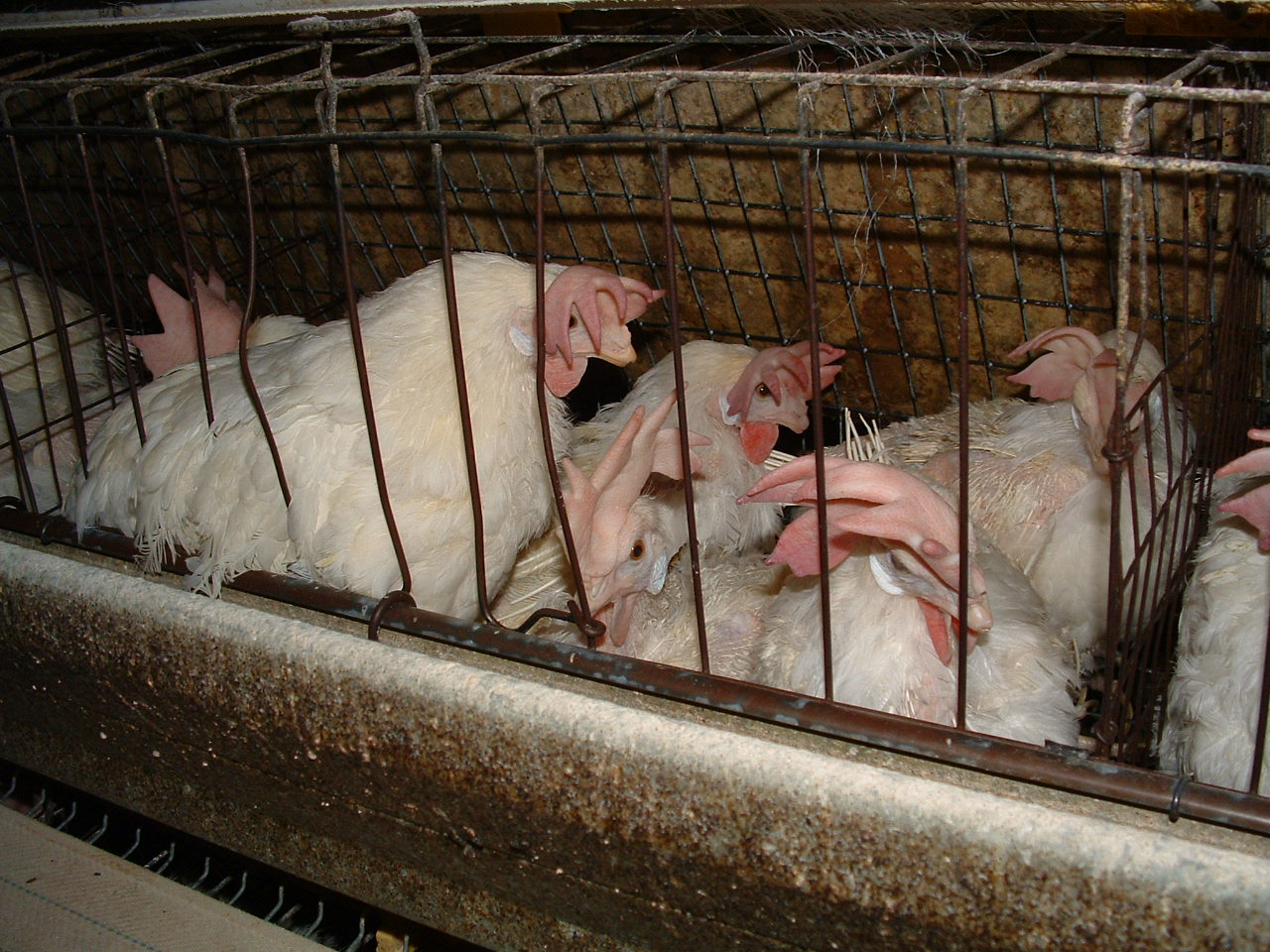
مرغ‌های تخم‌گذار در قفسی در یک کارخانه

رفاه جانوران یا آسازیستی جانوران به معنای احترام به حقِ آسایشِ جانوران برای زندگی و افزایش استاندارد رفاه آنان با حمایت قانون و قانون‌گزاری با رویکرد حمایت از جانوران است. نگرانی طرفداران رفاه جانوران شامل کشتار جانوران برای غذا یا از روی تفریح، استفاده از آنان برای تحقیقات علمی، بهره‌گیری از آن‌ها در باغ‌وحش، سیرک و کار در مزارع است. شکار غیرقانونی در حیات وحش نیز موجب کاهش ذخیرهٔ غذایی گوشت‌خواران و در نتیجه، انقراض تدریجی جانوران حیات وحش شده است. جانورآزاری نیز از پدیده‌ها و عواملِ کاهش سطح رفاه در زندگی جانوران است.
استانداردهای رسمی رفاه جانوران با مد نظر قرار دادن عوامل مختلف متفاوت است، اما بیشتر توسط گروه‌های حامی حقوق جانوران، قانون‌گذاران و دانشگاهیان مورد بحث قرار می‌گیرند. علم رفاه جانوران با استفاده از معیارهایی مانند میزان طول عمر، بررسی بیماری‌ها، رفتارها، فیزیولوژی و تولیدمثل میزان رفاه جانوران را مورد سنجش قرار می‌دهد، البته بحث در مورد اینکه کدام یک از این معیارها، بهترین عامل سنجش میزان رفاه جانوران است، وجود دارد.
دو دیدگاه از مفهوم رفاه جانوران وجود دارد که از مواضع کاملاً متضادی می‌آید. یکی از دیدگاه‌های برخی از متفکران تاریخ است که معتقد اند انسان‌ها هیچ وظیفه‌ای در قبال جانوران ندارند. دیدگاه دیگر مبتنی بر موضع احترام به حقوق جانوران است که جانوران نباید دارایی تلقی شوند و هرگونه استفاده انسان از جانوران غیرقابل قبول است. اغلب دانشمندان عصب‌پژوه با وجود مشکلات فلسفی معتقد هستند که سایر جانوران بجز انسان هم دارای آگاهی هستند. با این حال، برخی هنوز معتقدند که آگاهی یک موضوع فلسفی است که ممکن است هرگز از نظر علمی به تعریف دقیقی نرسد. البته قابل توجه است که یک مطالعه جدید توانسته با روش‌های علم تجربی به درکی از آگاهی در سایر جانوران برسد و روشی منحصر به فرد برای جدا کردن درک خودآگاه از ناخودآگاه در جانوران را ابداع کرده است. در این مطالعه که بر روی میمون‌های رزوس انجام شد، محققان آزمایش‌هایی را انجام دادند که مربوط به نتایج رفتاری جانور در مقابل محرک‌ها در زمان‌های مختلف هنگام آگاهی و ناآگاهی از محیط آزمایشی بود. به طرز شگفت‌انگیزی، رفتار میمون‌ها در حالت‌های مختلف دقیقاً نشانه‌های متضاد را نشان می‌دادند، درست مانند انسان‌های آگاه و ناآگاه که در این مطالعه آزمایش شدند.

## رویکردها و تعاریف
رویکردهای مختلفی برای توصیف و تعریف رفاه جانوران وجود دارد.
شرایط مثبت - فراهم کردن رفاه خوب جانوران گاهی با لیستی از شرایط مثبت که باید برای جانور فراهم شوند، تعریف می‌شود. این رویکرد توسط اصل پنج آزادی و سه اصل پروفسور جان وبستر اتخاذ شده است. پنج اصل آزادی عبارتند از:
- رهایی از تشنگی و گرسنگی - با دسترسی به آب شیرین و رژیم غذایی سالم برای حفظ سلامتی و دستیابی به قدرت کامل
- رهایی از ناراحتی - با فراهم کردن یک محیط مناسب شامل سرپناه و یک منطقه استراحت
- رهایی از درد، آسیب و بیماری - با پیشگیری یا تشخیص و درمان سریع بیماری‌ها
- آزادی بیان عادی‌ترین رفتارها – با فراهم کردن فضای کافی، امکانات مناسب و حضور جانور کنار هم نوعان خود
- رهایی از ترس و پریشانی - تأمین محیط مناسب و درمان به موقع که از بیماری روانی (افسردگی) جانوران جلوگیری کند

جان وبستر رفاه جانوران را با تأمین سه شرط مثبت و اساسی تعریف می‌کند: زندگی طبیعی، تناسب اندام و سالم بودن و شاد بودن.
تولید بالا - در گذشته، بسیاری از مردم رفاه جانوران مزرعه را عمدتاً با میزان تولید محصول آن جانور یا میزان افزایش وزن آن بررسی می‌کردند. درست است که حیوانی که رفاه ضعیفی دارد به خوبی محصول تولید نمی‌کند اما بازهم با این حال، بسیاری از جانوران پرورشی علیرغم اینکه در شرایطی قرار دارند که رفاه مناسبی هم ندارند به تولید محصول ادامه می‌دهند، مانند مرغ‌های تخم‌گذار در قفس‌های باتری.
عاطفه در جانوران - بعضی مهم‌ترین رویکرد رفاه جانوران را در این زمینه می‌دانند و بیشتر بر احساسات جانور تمرکز می‌کنند، مانند پروفسور ایان دانکن و پروفسور ماریان داوکینز. این رویکرد حاکی از این باور است که جانوران را باید موجوداتی با فهم و احساسات دانست. دانکن نوشته است: «رفاه جانوران مربوط به احساساتی است که جانوران تجربه می‌کنند: یعنی فقدان احساسات منفی که معمولاً رنج نامیده می‌شود و (احتمالا) وجود احساسات مثبت که معمولاً لذت نامیده می‌شود. در هر ارزیابی از رفاه، اینها مهم هستند و احساسات باید ارزیابی شوند.» داوکینز نیز می‌گوید: «اجازه دهید ساده بگوییم: رفاه جانوران شامل احساسات ذهنی جانوران است.»
زیست‌شناسی رفاه - یو-کوانگ نگ دانشمندی بود که نخستین بار این رشته را پیش برد. وی دربارهٔ رفاه جانوران اینگونه می‌گوید: «زیست‌شناسی رفاه مطالعه موجودات زنده و محیط آنها با توجه به رفاه آنها است (که به عنوان شادی خالص یا لذت منهای رنج نیز تعریف می‌شود)» در چارچوب زیست‌شناسی رفاه نگ، جاندارانی مانند کانگوروها که توانایی درک و تجربه لذت یا درد را دارند، به عنوان «احساس عاطفی» طبقه‌بندی می‌شوند.
تعریف فرهنگ لغت - در فرهنگ لغت جامع دامپزشکی ساندرز، رفاه جانوران به این صورت تعریف شده است: «پرهیز از سوء استفاده یا بهره‌کشی از جانوران توسط انسان با حفظ استانداردهای مناسب اسکان، تغذیه و مراقبت عمومی، پیشگیری و درمان بیماری و تضمین آزادی از آزار، اذیت، ناراحتی و درد.»
مقابله – پروفسور دونالد بروم رفاه یک جانور را اینگونه تعریف می‌کند: «وضعیت آن در رابطه با تلاش‌هایش برای کنار آمدن با محیطش. این حالت شامل میزان موفقیت یا عدم موفقیت جانور برای مقابله با احساسات مرتبط با آن است.» وی بیان می‌کند که «رفاه جانور در یک بازه از خیلی خوب تا خیلی ضعیف متغیر خواهد بود».
تعریف سازمان جهانی بهداشت جانوران - این سازمان رفاه جانوران را اینگونه تعریف می‌کند: «چگونگی شرایط محیطی که جانور در آن زندگی می‌کند. جانور در شرایط رفاهی خوبی قرار دارد اگر سالم و راحت باشد (همان‌طور که شواهد علمی نشان می‌دهد). تغذیه خوب، امنیت، قدرت ابراز رفتار ذاتی و نداشتن حالات ناخوشایند مانند درد، ترس و ناراحتی رفاه جانور را نشان می‌دهد. رفاه خوب جانوران مستلزم به رعایت مواردی مانند پیشگیری از بیماری و درمان آن، داشتن پناهگاه مناسب، تغذیه سالم و مناسب، دوری از خشونت و جلوگیری از کشتار انسانی می‌باشد. رفاه جانوران به وضعیت جانور اشاره دارد؛ رفتاری که جانور دریافت می‌کند تحت شرایط مهمی مانند مراقبت از جانوران، دامپروری و رفتار انسانی است.» این سازمان تعریف علمی و گسترده‌ای در قالب اصل پنج رهایی نیز ارائه می‌کند و به طور خلاصه اشاره می‌کند:
طبق قانون حیوانات خشکی زی و آبزی، رفاه جانوران به معنای - «وضعیت جسمی و روحی یک حیوان متأثر از شرایطی که در آن زندگی می‌کند و می‌میرد» - است.

## تاریخچه

### در گذشته
قوانین حمایت از جانوران و توجه به رفاه آنها برای اولین بار در اوایل هزاره اول قبل از میلاد در هند وضع شد. چندین پادشاه هندی بیمارستان‌هایی برای جانوران ساختند و امپراتور آشوکا بر اساس آهیمسا یا قوانین پرهیز از خشونت، دستور منع شکار و کشتار جانوران را صادر کرد. همچنین در قرن سیزدهم میلادی، چنگیز خان از حیات وحش مغولستان در فصل جفت‌گیری و تولید مثل (مارس تا اکتبر) محافظت می‌کرد.

### قرن ۱۸ تا ۲۰ میلادی
در سال ۱۷۷۶، همفری پریمات، روحانی انگلیسی، پایان‌نامه‌ای در مورد وظیفه انسان نسبت به سایر جانوران نوشت که یکی از اولین کتاب‌هایی است که در زمینه حمایت از رفاه جانوران منتشر شده است. مارک بکوف اشاره کرده است که «پریمات تا حد زیادی توانست توجه عموم را به رفاه جانوران جلب کند.»
از سال ۱۸۲۲، زمانی که ریچارد مارتین، نماینده مجلس ایرلندی، «قانون ۱۸۲۲ دربارهٔ رفتار ظالمانه با گاوها» را برای محافظت از گاو، اسب و گوسفندان ارائه کرد، یک جنبش حمایت از جانوران در انگلستان آغاز شد. مارتین در سال ۱۸۲۴ یکی از بنیانگذاران اولین سازمان حمایت از جانوران در جهان، یعنی «انجمن پیشگیری از ظلم به جانوران» یا «SPCA» بود. در سال ۱۸۴۰، ملکه ویکتوریا از این انجمن حمایت کرد و این باعث تغییر نام انجمن به «RSPCA» شد.
در سال ۱۸۳۷، آلبرت کنپ، وزیر آلمانی، اولین انجمن رفاه جانوران در آلمان را تأسیس کرد.
یکی از اولین قوانین ملی برای حمایت از جانوران، «قانون ظلم به جانوران ۱۸۳۵» در بریتانیا و پس از آن «قانون حمایت از حیوانات ۱۹۱۱» در همین کشور بود. در ایالات متحده اولین قانون مربوط به حمایت از جانوران «قانون رفاه حیوانات سال ۱۹۶۶» بوده است هرچند که پیشتر در برخی از ایالت‌های این کشور بین سال‌های ۱۸۲۸ تا ۱۸۹۸ قوانینی برای جلوگیری از آسیب به جانوران تصویب شده بود. در هند، جانوران توسط «قانون پیشگیری از ستم به جانوران ۱۹۶۰» محافظت می‌شوند.

### قرن ۲۱ میلادی
در بریتانیا، «قانون رفاه جانوران ۲۰۰۶» بسیاری از قوانین پیشین دربارهٔ رفاه جانوران را تغییر یا ادغام کرد.
در سال‌های اخیر تعدادی از سازمان‌های حمایت از جانوران برای دستیابی به یک اعلامیه جهانی در مورد رفاه جانوران (UDAW) در سازمان ملل متحد مبارزه می‌کنند. در اصل، اعلامیه جهانی از سازمان ملل متحد می‌خواهد که جانوران را به عنوان موجوداتی ذی‌شعور به رسمیت بشناسد که می‌توانند درد و رنج را تجربه کنند و به رسمیت بشناسند که رفاه جانوران به عنوان بخشی از توسعه اجتماعی در سراسر جهان اهمیت دارد.
گزارش توسعه پایدار جهانی سازمان ملل متحد در سال ۲۰۱۹، رفاه جانوران را به عنوان یکی از چندین موضوع کلیدی گمشده برای توسعه پایدار شناسایی کرد و در دستور کار خود قرار داد.

#### علم رفاه جانوران
علم رفاه جانوران یک رشته نوظهور است که به دنبال پاسخگویی به سوالاتی است که در هنگام نگهداری و استفاده از جانوران ایجاد می‌شود، مانند اینکه آیا مرغ‌ها هنگام محبوس شدن در قفس افسرده می‌شوند، آیا می‌توان سلامت روانی جانوران آزمایشگاهی را تأمین کرد یا اینکه آیا جانوران باغ وحش در هنگام حمل و نقل آسیب می‌بینند یا خیر. ایرلند به تازگی تحقیقاتی در زمینه رفاه جانوران مزرعه انجام داده و به نتایجی دست پیدا کرده است البته همچنان این کار در این کشور ادامه خواهد داشت.

## مسائل مربوط به رفاه جانوران

### جانوران پرورشی
یکی از نگرانی‌های اصلی برای رفاه جانوران پرورشی، دامداری و پرورش جانوران به روش کارخانه‌ای و صنعتی است که در آن تعداد زیادی از جانوران در قفسی با تراکم بالا و تعداد زیادی جانور پرورش می‌یابند. مسائل نگران کننده معمول دیگر انجام کارهایی برای تهاجمی کردن جانور یا دورنمای رویه‌های پراکنده تهاجمی روی جانوران است، کارهایی مانند کوتاه کردن نوک، اخته کردن و قطع کردن گوش. این فعالیت‌ها بر روی جانوران، برای اهداف مختلفی انجام می‌شود که اغلب با آسیب بر جانور همراه است.
جانوران پرورشی به‌طور مصنوعی برای پارامترهای تولید انتخاب می‌شوند که گاهی به رفاه جانوران آسیب می‌زند. به عنوان مثال، جوجه‌های گوشتی برای تولید بیشترین مقدار گوشت به ازای هر جانور پرورش داده می‌شوند. جوجه‌های گوشتی که بدین شکل پرورش داده می‌شوند، شیوع بالایی از بدشکلی پا را دارند، زیرا ماهیچه‌های بزرگ سینه باعث ایجاد انحراف در پاها و لگن در حال رشد می‌شوند و این پرندگان نمی‌توانند وزن بالای بدن خود را تحمل کنند. در نتیجه، آنها اغلب لنگ می‌شوند یا از پاهای شکسته رنج می‌برند. افزایش وزن بدن همچنین بر قلب و ریه‌های آن‌ها فشار وارد می‌کند و اغلب آسیت ایجاد می‌شود. تنها در انگلستان، سالانه ۲۰ میلیون جوجه گوشتی در اثر استرس صید یا حمل و نقل نادرست قبل از رسیدن به کشتارگاه جان خود را از دست می‌دهند.
نگرانی دیگر در مورد رفاه جانوران پرورشی روش ذبح به ویژه روش ذبح‌های آیینی (در ادیان مختلف) است. در حالی که کشتن جانوران لزوماً مستلزم رنج نیست، عموم مردم معتقدند که کشتن یک جانور همراه با درد و رنج برای آنها است که بر روی رفاه جانور تأثیر گذار است. نگرانی‌های بیشتر در این باره در مورد کشتار زودرس است؛ مانند کشتار گزینشی جوجه‌ها توسط شرکت‌های مرغ‌های تخم‌گذار که در آن نرها (خروس‌ها) بلافاصله پس از جوجه شدن به دلیل اضافی بودن ذبح می‌شوند. این سیاست در سایر صنایع دامی مانند صنایع تولید شیر نیز وجود دارد. گزارش‌های مؤسسه رفاه جانوران در سال ۲۰۲۳ نشان داد که ادعاهای تأمین رفاه جانوران که توسط شرکت‌های فروش محصولات گوشت و مرغ ارایه می‌شوند تقریباً در ۸۵٪ از موارد تجزیه و تحلیل شده، عملی نشده‌اند.

### رفاه جانوران وحشی
تحقیقات در مورد رفاه جانوران وحشی دارای دو محور است: رفاه جانوران وحشی که در اسارت نگهداری می‌شوند و رفاه جانورانی که در طبیعت زندگی می‌کنند. اولین مورد به وضعیت جانورانی پرداخته است که برای استفاده انسان نگهداری می‌شوند، مانند باغ وحش‌ها یا سیرک‌ها. دومین مورد به بررسی رفاه جانوران غیر اهلی پرداخته که در طبیعت یا محیط شهری زندگی می‌کنند و توسط انسان یا عوامل طبیعی که باعث رنج جانوران وحشی می‌شوند، تحت تأثیر قرار می‌گیرند.
برخی از طرفداران رفاه جانوران وحشی از انجام تلاش‌های حفاظتی به شیوه‌هایی که به رفاه جانوران وحشی احترام بگذارند، اگر در چارچوب حفاظت دلسوزانه و رفاه حفاظتی باشد دفاع کرده‌اند. یو-کوانگ نگ، در سال ۱۹۹۵، خود با عنوان «به سوی زیست‌شناسی رفاه: اقتصاد تکاملی آگاهی و رنج جانوران»، زیست‌شناسی رفاه را برای این مورد به عنوان یک زمینه تحقیقاتی مناسب برای رفاه جانوران پیشنهاد کرد.

## قوانین

### اتحادیه اروپا
فعالیت‌های کمیسیون اروپا در این زمینه با تأیید این موضوع آغاز می‌شود که جانوران موجوداتی باهوش هستند. هدف کلی این است که اطمینان حاصل شود که جانوران درد یا رنج شدیدی را متحمل نمی‌شوند و مالک/نگهبان جانوران را ملزم می‌کند که حداقل الزامات رفاهی برای جانور را رعایت کنند. قوانین اتحادیه اروپا در رابطه با رفاه جانوران مزرعه به‌طور منظم بر اساس شواهد مبتنی بر علم و دیدگاه‌های فرهنگی دوباره بروز می‌شود. به عنوان مثال مطابق دستورالعمل‌های شورای اتحادیه اروپا در ۱ ژانویه ۲۰۱۲ قفس باتری‌های معمولی برای مرغ‌های تخم‌گذار اکنون در سراسر اتحادیه ممنوع شده است.

#### انگلستان
قانون رفاه جانوران ۲۰۰۶ صاحبان و نگهبانان جانوران را مسئول برآورده کردن نیازهای رفاهی جانوران خود می‌کند. این نیازهای اساسی عبارتند از: نیاز به محیط مناسب برای زندگی، رژیم غذایی مناسب، آموزش الگوهای رفتاری عادی، قرار دادن جانور در کنار هم نوعان خود یا جدا از جانوران دیگر (در صورت وجود جانوری وحشی) و محافظت از آنها در برابر درد و آسیب یا رنج و بیماری. هرکسی که به جانوری ظلم کند یا نیازهای رفاهی آن را نادیده بگیرد، ممکن است از داشتن حیوان خانگی محروم شود، تا ۲۰۰۰۰ پوند جریمه شود یا حداکثر به مدت شش ماه به زندان محکوم شود.
در بریتانیا، رفاه جانورانی که برای تحقیقات استفاده می‌شوند، از نظر تاریخی، توسط قانون جانوران (رویه‌های علمی) ۱۹۸۶ (ASPA) که توسط وزارت کشور تصویب شده، محافظت می‌شوند. این قانون «روش‌های از پیش تنظیم‌شده» را به‌عنوان روش‌های آزمایشی بر روی جانوران تعریف می‌کند که به‌طور بالقوه می‌تواند از «درد، رنج، ناراحتی یا آسیب دائمی» برای «جانوران محافظت‌شده» جلوگیری کند. در ابتدا، «جانوران محافظت شده» شامل همه مهره‌داران زنده غیر از انسان می‌شد، اما در سال ۱۹۹۳، طبق اصلاحیه ای، یک گونه بی مهره به نام اختاپوس معمولی هم به لیست «جانوران محافظت‌شده» اضافه شد.
قانون بازنگری شده‌ای در ژانویه ۲۰۱۳ به اجرا درآمد. بر اساس این قانون، نخستی‌سانان، گربه‌ها، سگ‌ها و اسب‌ها از محافظت بیشتری نسبت به سایر مهره‌داران بهره‌مند شدند. این قانون برای محافظت از «... همه مهره‌داران زنده، به غیر از انسان یا هر سرپای زنده ای» گسترش یافت. ماهی‌ها و دوزیستان زمانی که بتوانند به‌طور مستقل تغذیه کنند و سرپایان زمانی که از تخم بیرون می‌آیند شامل محافظتی مطابق این قانون می‌شوند.

### ایالات متحده آمریکا
در ایالات متحده، یک قانون فدرال به نام قانون کشتار انسانی برای کاهش رنج دام در هنگام کشتار طراحی شده است. قانون حمایت از جانوران جورجیا در سال ۱۹۸۶ یک قانون ایالتی بود که در پاسخ به رفتار غیرانسانی یک فروشگاه زنجیره‌ای جانوران خانگی در آتلانتا به تصویب رسید. این قانون مجوز و مقرراتی برای فروشگاه‌های جانوران خانگی، اصطبل‌ها، لانه‌ها و پناهگاه‌های جانوران را ارائه کرد و برای اولین بار حداقل استانداردهای مراقبت را تعیین کرد. مقررات اضافی دیگری، به نام قانون اتانازی انسانی، در سال ۱۹۹۰ اضافه شد و سپس با قانون حمایت از جانوران در سال ۲۰۰۰ گسترش و تقویت شد.
در سال ۲۰۰۲، رای‌دهندگان، قانونی را در فلوریدا (با اختلاف ۵۵٪ موافق و ۴۵٪ مخالف) تصویب کردند که حبس خوک‌های باردار در جعبه‌های حاملگی را ممنوع می‌کند. در سال ۲۰۰۶، رای‌دهندگان آریزونا پیشنهاد ۲۰۴ را با ۶۲٪ آرا تصویب کردند. این قانون حبس گوساله‌ها در جعبه‌های گوشت گوساله و پرورش خروس‌ها در جعبه‌های حاملگی را ممنوع می‌کند. در سال ۲۰۰۷، فرماندار اورگان قانونی را امضا کرد که حبس خوک‌ها در جعبه‌های حاملگی را ممنوع می‌کرد و در سال ۲۰۰۸، فرماندار کلرادو قانونی را امضا کرد که هم جعبه‌های حاملگی و هم جعبه‌های گوشت گوساله را حذف کرد. همچنین در سال ۲۰۰۸، کالیفرنیا پیشنهاد ۲ را تصویب کرد، معروف به «قانون پیشگیری از خشونت علیه جانوران مزرعه»، که از سال ۲۰۱۵ الزامات فضایی جدیدی را برای جانوران مزرعه ایجاد کرد.
همچنین قوانینی برای آزمایش بر روی جانوران هم در این کشور وجود دارد.

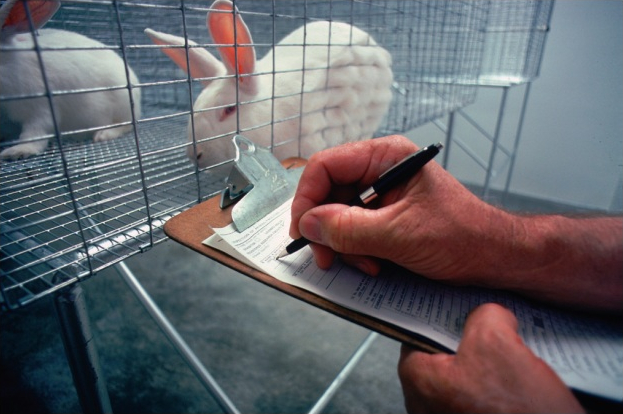
استفاده از جانوران در آزمایشگاه‌ها همچنان بحث‌برانگیز است. طرفداران رفاه جانوران برای اطمینان از سلامت و ایمنی آن دسته از جانورانی که برای آزمایش استفاده می‌شوند، به دنبال استانداردهای اجباری هستند.

به گفته دفتر رفاه جانوران آزمایشگاهی مؤسسه ملی سلامت، محققان باید سعی کنند تا حد امکان ناراحتی و درد را در جانوران به حداقل برسانند: «جانوران مورد استفاده در تحقیق و آزمایش ممکن است درد ناشی از بیماری‌ها، روش‌ها و سمیت ناشی از آزمایش‌ها را تجربه کنند. خدمات بهداشت عمومی (PHS) و سیاست‌ها و مقررات رفاهی جانوران (AWRs) بیان می‌کنند که آزمایش‌هایی که باعث درد یا ناراحتی بیش از حد یا خفیف می‌شوند باید با آرام‌بخشی، بی‌حسی یا بیهوشی مناسب انجام شوند.»
با این حال، مطالعات تحقیقاتی و آزمایشی گاهی شامل دردی است که با چنین عواملی قابل تسکین نیست زیرا با اهداف علمی مطالعه تداخل دارد. بر این اساس، مقررات فدرال ایجاب می‌کند که کمیته‌های سازمانی مراقبت و استفاده از جانوران (IACUCs) تعیین کنند که این درد و ناراحتی برای جانوران محدود به آن چیزی است که برای انجام تحقیقات علمی ارزشمند اجتناب ناپذیر است و درد و ناراحتی تسکین ناپذیر فقط برای مدت زمان لازم برای دستیابی به اهداف علمی ادامه خواهد داشت. سیاست PHS و AWR همچنین بیان می‌کند که جانورانی که در غیر این صورت از درد و ناراحتی شدید یا مزمن رنج می‌برند و نمی‌توان آن‌ها را تسکین داد، باید بدون درد در پایان آزمایش، یا در صورت لزوم، در طول آزمایش کشته شوند.» بر اساس گزارش وزارت کشاورزی ایالات متحده آمریکا (USDA)، تعداد کل جانوران آزمایشگاهی استفاده شده در ایالات متحده در سال ۲۰۰۵ تقریباً ۱٫۲ میلیون بود، اما این شامل موش‌ها و پرندگانی نمی‌شود که تحت پوشش قوانین رفاهی نیستند، البته این آمار حدود ۹۰ درصد از این جانوران را تشکیل می‌دهد.

## سازمان‌های حمایت از جانوران

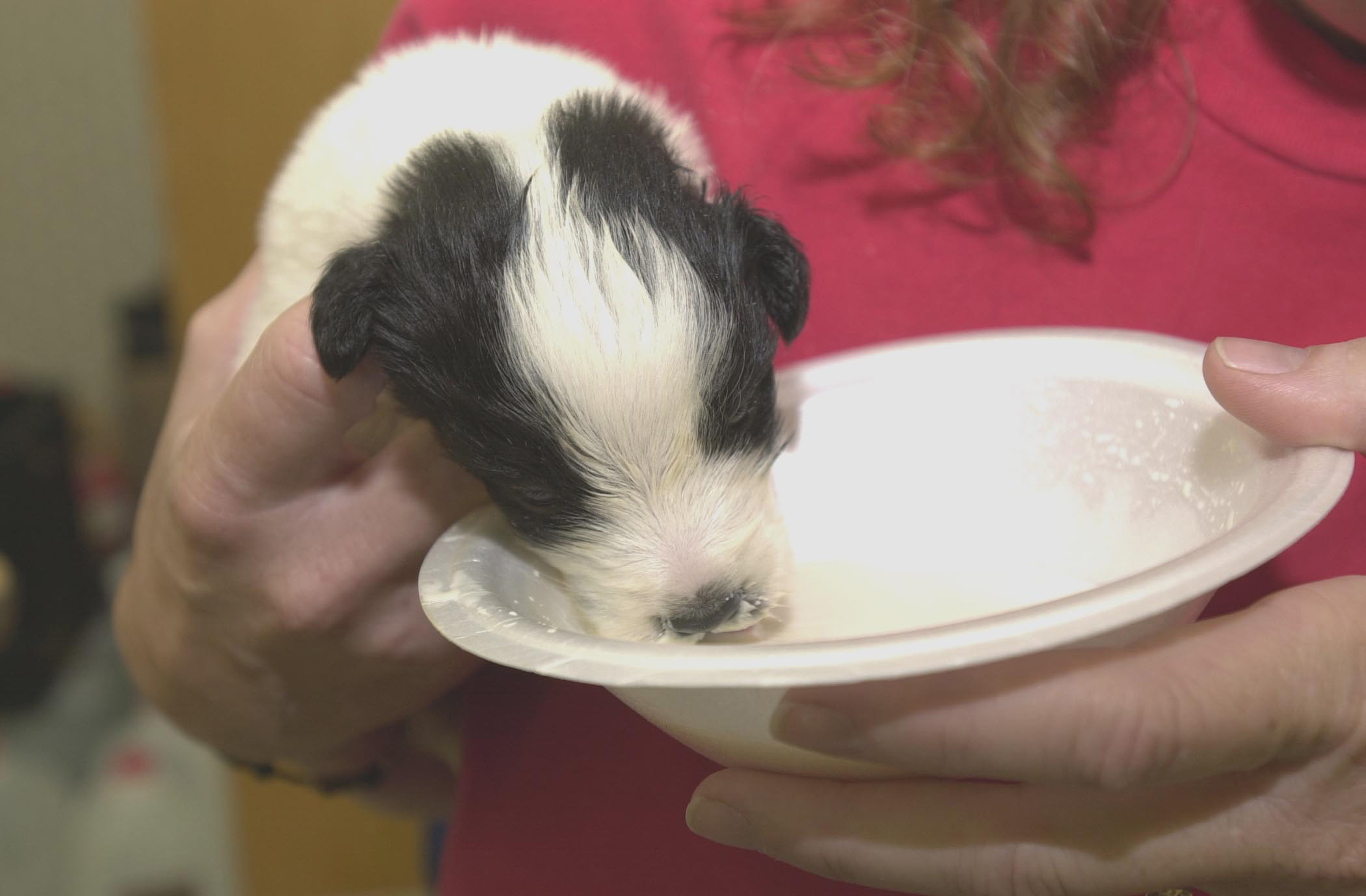
یک توله‌سگ چهار هفته‌ای که کنار جاده‌ای پس از سیل، در ویرجینیای غربی ایالات متحده پیدا شده است.

### جهانی
- سازمان جهانی بهداشت جانوران (WOAH در گذشته OIE): سازمان بین دولتی که مسئول بهبود سلامت جانوران در سراسر جهان است. WOAH «به منظور پروژه‌های خدمات بین‌المللی مربوط به کنترل بیماری‌های جانوران، از جمله بیماری‌هایی که بر انسان‌ها تأثیر می‌گذارد و ارتقای رفاه جانوران و ایمنی مواد غذایی تولید شده توسط جانوران» تأسیس شده است.[۹۲][۹۳]
- جامعه جهانی پشتیبانی از جانوران: این سازمان از جانوران در سراسر جهان محافظت می‌کند. اهداف این نهاد شامل کمک به مردم برای درک اهمیت رفاه خوب جانوران، تشویق کشورها به متعهد شدن به اقدامات محافظت از جانوران و ایجاد پرونده علمی برای رفتار بهتر با جانوران است.[۹۴]

### سازمان‌های غیردولتی
- مؤسسه رفاه جانوران (AWI): یک سازمان خیریه غیردولتی آمریکایی است که توسط کریستین استیونز در سال ۱۹۵۱ با هدف کاهش درد و رنجی که انسان به جانوران تحمیل می‌کند، تأسیس شد. این یکی از قدیمی‌ترین سازمان‌های حمایت از جانوران در ایالات متحده است.[۹۵]
- شورای مراقبت از جانوران کانادا: سازمان ملی مسئول نظارت بر مراقبت و استفاده از جانوران درگیر در علم کانادا.[۹۶]
- جنبش برای زندگی دلسوزانه: هدف این جنبش «ترویج زندگی ساده وگان و اتکا به خود به عنوان روشی در برابر استثمار انسان‌ها، حمایت از جانوران و زمین. همچنین ترویج استفاده از درختان و کشاورزی زیستی برای رفع نیازهای جامعه به غذای سالم و منابع طبیعی.»[۹۷]
- وگانهای کردستان: این سازمان مؤسسه ای در حوزه حقوق جانوران است که در ۲۴ ژوئن ۲۰۱۸ از طرف زانکو بخشی و ژیار علی در شهر اربیل تأسیس شده است. هدف این مؤسسه «تمرکز بر حقوق جانوران و همچنین انجام راهنمایی‌های محیط زیستی و سلامتی از طریق آگاهی رساندن در مورد وگانیسم و دوری کردن از محصولات حیوانی است.»
- انجمن سلطنتی برای جلوگیری از ظلم به جانوران: یک مؤسسه خیریه معروف برای تأمین رفاه جانوران در انگلستان و ولز، که در سال ۱۸۲۴ تأسیس شد.[۹۸][۹۹]
- فدراسیون دانشگاه‌ها برای رفاه جانوران: یک مؤسسه خیریه ثبت شده در بریتانیا، که در سال ۱۹۲۶ تأسیس شد، هدف این مؤسسه توسعه و ارتقای رفاه همه جانوران از طریق فعالیت‌های علمی و آموزشی در سراسر جهان است.[۱۰۰][۱۰۱]
- انجمن حمایت از حیوانات ایران: این انجمن یک انجمن مردمی و زیست‌محیطی از گروه تشکل‌های غیردولتی (NGO) است که با شماره ثبت ۱۰۷۱۹ از ابتدای زمستان ۱۳۷۷ آغاز به کار نموده است.[۱۰۲] این انجمن تنها انجمن ایرانی رسمی و ثبت شده با هدف حمایت از حیوانات مورد آزار، بی‌پناه و در حال انقراض و تلاش برای ایجاد شرایط مطلوبتر زندگی برای حیوانات است.[۱۰۳] این انجمن اهداف خود را اینگونه شرح داده: «اقدام در جهت تأمین آسایش، بهداشت، غذا، آب و جای کافی برای حیوانات، ممانعت از جور و ستم به حیوانات و جلب توجه عامه نسبت به حقوق حیوانات، جمع‌آوری و ساماندهی حیوانات ولگرد بدون صاحب»[۱۰۴][۱۰۵][۱۰۶]